# Pueblonuevo del Terrible
Pueblonuevo del Terrible fue un municipio español situado en la provincia de Córdoba, que existió entre 1894 y 1927. Estuvo estrechamente ligado a la actividad minera y en su época llegó a tener una población cercana a los 20 000 habitantes. En la actualidad la antigua población forma parte del municipio de Peñarroya-Pueblonuevo, tras la fusión de 1927.

## Toponimia
La tradición popular atribuye a un perro, conocido con ese nombre por su fiereza, el sobrenombre de «el Terrible» para la población. Otras fuentes atribuyen el origen del topónimo al nombre de la mina de «El Terrible», puesto que la nueva población —entonces una pedanía dependiente del municipio de Belmez— se levantó en los alrededores de la misma.

## Historia
A finales del siglo XIX la cuenca carbonífera de Peñarroya-Belmez-Espiel vivió un gran auge minero e industrial, buena parte del cual corrió a cargo de la Sociedad Minera y Metalúrgica de Peñarroya (SMMP), una empresa de capital francés. La expansión de las actividades mineras e industriales supuso la llegada de una importante masa de inmigrantes a la zona, lo que propició un rápido crecimiento de la población local. En este contexto, y bajo la instigación de SMMP, en 1894 la localidad de Pueblonuevo del Terrible se segregó del término municipal de Belmez, constituyéndose en un municipio independiente. Se da la circunstancia de que con anterioridad, en 1885, ya había habido un intento fallido de crear un municipio propio en la zona de Peñarroya y Pueblonuevo por instigación francesa.
Pueblonuevo del Terrible ha sido calificado como «prototipo de población fantasma» de nueva creación, con un pequeño término municipal que acogía barriadas obreras de trazado anárquico e insalubre. No obstante, el municipio llegó a contar con una estación de ferrocarril propia, perteneciente a la línea de Peñarroya a Puertollano. Durante la década de 1920 el municipio atravesó un importante desarrollo económico y demográfico, llegando a contar en esa época con una población cercana a los 20.000 habitantes. El rápido crecimiento poblacional y de viviendas llevó a que el núcleo urbano acabara siendo colindante con el cercano municipio de Peñarroya. En 1927 se produjo la fusión de Peñarroya y Pueblonuevo del Terrible, dando lugar al nuevo municipio de Peñarroya-Pueblonuevo.

## Demografía
| Gráfica de evolución demográfica de Pueblonuevo del Terrible entre 1897 y 1920 |
| |
| Población de derecho según los censos de población del INE Población de hecho según los censos de población del INEEntre el censo de 1897 y el anterior, aparece este municipio porque se segrega del municipio Bélmez Entre el censo de 1930 y el anterior, este municipio desaparece porque se agrupa en el municipio Peñarroya Pueblonuevo |